# Nereidum Montes
Nereidum Montes és una estructura geològica del tipus mons a la superfície de Mart, situada amb el sistema de coordenades planetocèntriques a -36.43 ° de latitud N i 330.14 ° de longitud E. Fa 1.142,58 km de diàmetre. El nom va ser fet oficial per la UAI l'any 1973 i pren el nom d'una característica d'albedo.